# محطة الوصل

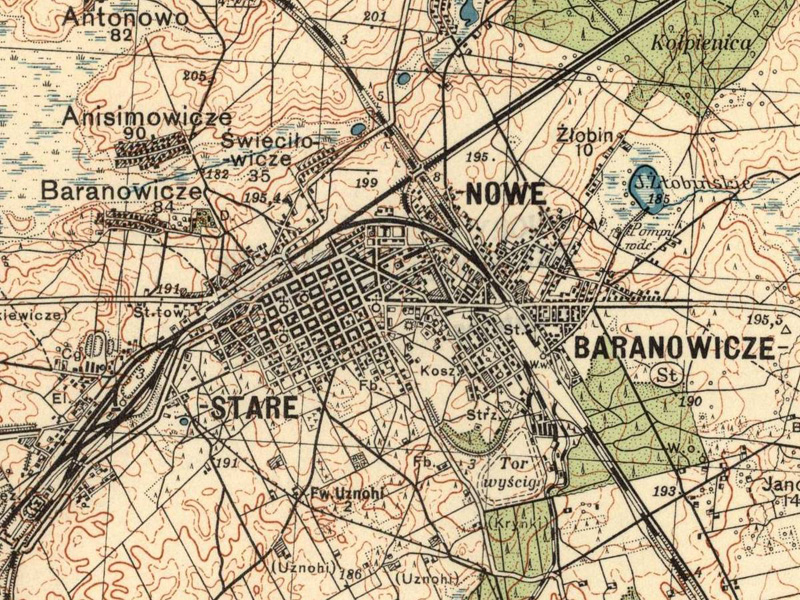

محطة الوصل (بالإنجليزية: Junction station)‏ هي محطة تقاطع تُشير عادة إلى محطة السكك الحديدية التي تقع في أو بالقرب من تقاطع حيث تتشعب الخطوط إلى جهات عدة.